# Győr-Moson-Sopron Vármegyei Büntetés-végrehajtási Intézet
A Győr-Moson-Sopron Vármegyei Büntetés-végrehajtási Intézet büntetés-végrehajtási szerv Győr-Moson-Sopron vármegye székhelyén, Győrben. Költségvetési szerv, jogi személy. 
Alaptevékenysége a külön kijelölés által meghatározott körben:
- az előzetes letartóztatással,
- a biztonsági és egyéb fontos okból elhelyezett elítéltek szabadságvesztésével, továbbá
- az elzárással

összefüggő büntetés-végrehajtási feladatok ellátása.
Felügyeleti szerve a Belügyminisztérium, szakfelügyeletet ellátó szerve a Büntetés-végrehajtás Országos Parancsnoksága.
Címe: Győr, Jókai u. 18. (A helyi köznyelvben „Jókai szálló” néven ismert).

## Története
- Győr Szabad Királyi Város közgyűlése 1884-ben határozott törvényszéki börtön építéséről, mert a város fogházai már alkalmatlanok voltak a törvényes keretek közötti fogva tartás biztosítására. Az intézetet 1886 júliusában adták át rendeltetésének.
- A fogvatartottak munkáltatása a kezdetekben az intézet melletti rabkertben történt. Itt zajlott a kosárfonás és az alapanyagául szolgáló vesszőket is ott nevelték.
- Az intézet az 1950-es években az alábbi 9 büntetés-végrehajtási munkahely:
  - Lábatlan,
  - Kecskekő,
  - Tatabánya felső,
  - Tatabánya alsó,
  - Oroszlány,
  - Oroszlány bányaépületek,
  - Oroszlány bánya,
  - Mosonmagyaróvári Timföldgyár,
  - Almásfüzitő

felügyeletét látta el.
- A munkáltatás 1960 és 1975 között szünetelt. A járási börtönök megszüntetéséig a Csornai és a Mosonmagyaróvári Járási Börtön szervezetileg az intézethez tartozott.
- A foglalkoztatás 1975-től 1990-ig a márianosztrai Börzsöny Vegyesipari Vállalat üzemegységenként, valamint a Richards Finomposztógyárban és a győri Lenszövőgyárban bérmunka formájában zajlott.

A fogvatartottak munkáltatása jelenleg csak költségvetési keretek között, intézet-fenntartási körben zajlik.